# Slaget vid Wesenberg
Slaget vid Wesenberg var ett slag den 16 juni 1704 mellan svenska och ryska trupper under Stora nordiska kriget där de ryska trupperna segrade.
Än idag kan man hitta utrusning från den svenska militären som pluntor, riksdaler, och gevärskulor.